# Diplotaxis cribulosa
Diplotaxis cribulosa är en skalbaggsart som beskrevs av Leconte 1856. Diplotaxis cribulosa ingår i släktet Diplotaxis och familjen Melolonthidae. Utöver nominatformen finns också underarten D. c. sinaloa.